# Обелия
Обе́лия (лат. Obelia) — род гидроидных из семейства Campanulariidae. По своему строению, жизненному циклу, метаболизму и другим параметрам обелии отражают все основные черты класса гидроидных, поэтому уже долгое время являются классическим объектом обучения в учебных заведениях в Европе и Америке.

## Жизненный цикл
Как и у большинства других книдарий, жизненный цикл обелии состоит из медузоидной и полипоидной стадии.
На полипоидной стадии обелия размножается бесполым путём. Взрослая колония состоит в основном из двух видов полипов: гастрозоидов, которые обеспечивают добывание пищи и защиту колонии стрекательными клетками на щупальцах, и гонозоидов, которые отвечают за размножение (от них отпочковываются медузы). Есть также полипы, специализированные для выполнения защитной функции. Тело колонии представляет собой ветвистый желеподобный ценосарк, внутри которого находятся отдельные полипы, связанные между собой выростами кишечной полости, так что полипы, фактически, имеют общую пищеварительную систему. Снаружи ценосарк покрыт твёрдой оболочкой — перисарком.
Медузы обелий раздельнополы, но отличить мужскую медузу от женской можно только при микроскопическом исследовании гонад (гонады мужских особей содержат сперматозоиды, женских — яйцеклетки). Медузы размножаются половым путём, выбрасывая в окружающую воду сперматозоиды и яйцеклетки. При встрече сперматозоида и яйцеклетки они сливаются (происходит оплодотворение) и из оплодотворённой яйцеклетки (зиготы) формируется бластула. При дальнейшем развитии из бластулы формируется свободно плавающая в воде покрытая ресничками личинка — планула.
Некоторое время планула свободно передвигается в воде, потом прикрепляется к субстрату и превращается в одиночный полип-гастрозоид. Этот полип растёт и отпочковывает ветви таких же полипов. Постепенно формируется колония, на которой появляются гонозоиды, отпочковывающие медуз.

## Строение
И медуза, и полип состоят из 2 слоёв клеток: эпидермиса (эктодермального происхождения) и гастродермиса (энтодермального происхождения), разделённых желеподобной бесструктурной массой, называемой мезоглеей. И полип, и медуза имеют простую сетчатую нервную систему без выраженных скоплений нервных клеток. Кишечная полость медузы и полипа имеет одинаковый план строения и набор пищеварительных ферментов. Выброс непереваренных остатков пищи осуществляется через ротовое отверстие, которое у полипов расположено на верхней, а у медуз – на дистальной части тела. Около ротового отверстия и у полипа, и у медузы расположены щупальца, которые обеспечивают захват и удержание добычи (в основном мелких водных беспозвоночных). Четыре половые железы (гонады) лежат внутри тела медузы, половые клетки имеют энтодермальное происхождение.

## Образ жизни
Обелии обитают в морях и океанах практически во всём мире. Полипоидные стадии представляют собой колониальные организмы. В основном колонии обелий встречаются в затенённых местах, обычно на многоклеточных водорослях и твёрдом субстрате в сублиторальной зоне. Колонии обелий можно также найти на колониях двустворчатых моллюсков, плавающих обломках и на искусственном субстрате: сваях, волнорезах, буях, опорах мостов.
Обелии живут и на глубинах в 200 метров, и в межприливных (т. е. тех, которые при отливе оказываются отрезанными от моря) водоёмах.
Обелии предпочитают прохладную  и места, где поток воды обеспечивает хороший газообмен, питание и удаление продуктов метаболизма.

## Обелин
Из обелии выделен кальций-зависимый фотопротеид обелин, который светится в присутствии ионов кальция. Ген этого белка, как и сходного белка экворина, клонирован , белок используется в нейробиологии, а также в качестве репортерного белка в молекулярно-биологических исследованиях 